# Sayonara Crawl
 (janvier 2022).
Si vous disposez d'ouvrages ou d'articles de référence ou si vous connaissez des sites web de qualité traitant du thème abordé ici, merci de compléter l'article en donnant les références utiles à sa vérifiabilité et en les liant à la section « Notes et références ».
Pour les articles homonymes, voir Crawl (homonymie).
Singles de AKB48
So long !
(2013) Koi Suru Fortune Cookie
(2013)
Pistes de Tsugi no Ashiato
Love Shugyō Tsuyoi Hana
Sayonara Crawl (さよならクロール) est le 31e single du groupe de J-pop AKB48.

## Liste des titres
Toutes les chansons sont écrites et composées par Yasushi Akimoto.
| 1. | Sayonara Crawl (さよならクロール) |             |  |
| 2. | Bara no Kajitsu (バラの果実)      | Under Girls |  |
| 3. | Ikiru Koto (イキルコト)           | Team A      |  |
| 4. | Sayonara Crawl (off vocal ver.)   |             |  |
| 5. | Bara no Kajitsu (off vocal ver.)  |             |  |
| 6. | Ikiru Koto (off vocal ver.)       |             |  |

| 1. | Sayonara Crawl Music Video                                                       |  |
| 2. | Sayonara Crawl Music Video ~Swimsuits ver.~                                      |  |
| 3. | Bara no Kajitsu Music Video                                                      |  |
| 4. | Making of Sayonara Crawl Music Video (First half)                                |  |
| 5. | Special Footage Type A: Tekken Flip-book Animation ~So long!~ (鉄拳パラパラ漫画) |  |

| 1. | Sayonara Crawl (さよならクロール) |             |  |
| 2. | Bara no Kajitsu (バラの果実)      | Under Girls |  |
| 3. | How come?                         | Team K      |  |
| 4. | Sayonara Crawl (off vocal ver.)   |             |  |
| 5. | Bara no Kajitsu (off vocal ver.)  |             |  |
| 6. | How come? (off vocal ver.)        |             |  |

| 1. | Sayonara Crawl Music Video                                                                    |  |
| 2. | Sayonara Crawl Music Video ~Swimsuits ver.~                                                   |  |
| 3. | Bara no Kajitsu Music Video                                                                   |  |
| 4. | How come? Music Video                                                                         |  |
| 5. | Making of Sayonara Crawl Music Video (Second half)                                            |  |
| 6. | Special Footage Type K: Tekken Flip-book Animation ~Yume no Kawa~ (鉄拳パラパラ漫画 ~夢の河~) |  |

| 1. | Sayonara Crawl (さよならクロール) |             |  |
| 2. | Bara no Kajitsu (バラの果実)      | Under Girls |  |
| 3. | Romance Kenjuu (ロマンス拳銃)     | Team B      |  |
| 4. | Hasute to Waste (ハステとワステ)  | BKA48       |  |
| 5. | Sayonara Crawl (off vocal ver.)   |             |  |
| 6. | Bara no Kajitsu (off vocal ver.)  |             |  |
| 7. | Romance Kenjuu (off vocal ver.)   |             |  |
| 8. | Hasute to Wasute (off vocal ver.) |             |  |

| 1. | Sayonara Crawl Music Video                                                                                  |  |
| 2. | Sayonara Crawl Music Video ~Swimsuits ver.~                                                                 |  |
| 3. | Bara no Kajitsu Music Video                                                                                 |  |
| 4. | Romance Kenjuu Music Video                                                                                  |  |
| 5. | Hasute to Wasute Music Video                                                                                |  |
| 6. | Special Footage Type B: Tekken Flip-book Animation ~First Rabbit~ (鉄拳パラパラ漫画 ~ファースト・ラビット~) |  |

| 1. | Sayonara Crawl (さよならクロール) |             |  |
| 2. | Bara no Kajitsu (バラの果実)      | Under Girls |  |
| 3. | LOVE Shugyou (LOVE修行)           | Kenkyuusei  |  |
| 4. | Sayonara Crawl (off vocal ver.)   |             |  |
| 5. | Bara no Kajitsu (off vocal ver.)  |             |  |
| 6. | LOVE Shugyou (off vocal ver.)     |             |  |

## Version BNK48
Sayonara Crawl est le 11e single de BNK48 du groupe annonçant le titre de la chanson et les membres le 21 janvier 2022 via L'écran PanOramix à CentralWorld.

### Membres participantes

#### Sayonara Crawl
Chanté et interprété par trente-deux membres composés de :
- Team BIII : Cherprang Areekul, Kunjiranut Intarasin, Jennis Oprasert, Natruja Chutiwansopon, Rachaya Tupkunanon, Miori Ohkubo, Kanteera Wadcharathadsanakul, Punsikorn Tiyakorn, Weeraya Zhang
- Team NV : Natticha Chantaravareelekha, Nuttakul Pimthongchaikul, Pimrapat Phadungwatanachok, Praewa Suthamphong, Milin Dokthian, Chanyapuk Numprasop, Patchanan Jiajirachote, Sirikarn Shinnawatsuwan, Jiradapa Intajak, Tarisa Preechatangkit, Israpa Thawatpakdee
- Trainee : Nunthapak Kittirattanawat, Patalee Prasertteerachai, Nathanya Dulyaphol, Nippitcha Pipitdaecha, Sarisa Worasunthorn, Phusita Watthanakronkeam
- CGM48 Team C : Punyawee Jungcharoen
- CGM48 Trainee : Kodchaporn Leelatheep, Pundita Koontawee, Vithita Srasreesom, Manichar Aimdilokwong, Sita Teeradechsakul